# 李準赫
李準赫（韓語：이준혁，1972年3月19日—），韓國男演員。

## 演出作品

### 電視劇

#### 2010年代
- 2011年：KBS《夢想起飛Dream High》飾演 手機廣告導演（特別出演）
- 2012年：KBS《夢想起飛Dream High2》飾演 電視劇導演（特別出演）
- 2013年：tvN《Nine：九回時間旅行》飾演 尚範
- 2013年：KBS《職場之神》飾演 韓正秀
- 2014年：SBS《天使之眼》飾演 自殺的男人
- 2014年：KBS《Hi! School - Love On》飾演 河東根
- 2014年：tvN《黃金巨塔》
- 2014年：tvN《三劍客》
- 2014年：tvN《九數少年》
- 2014年：tvN《未生》飾演 資源2組實習生
- 2014年：tvN《Liar Game》飾演 囚犯
- 2014年：OCN《Frost醫生》（EP.1 特別出演）
- 2015年：SBS《海德、哲基爾與我》飾演 羅武鎮
- 2015年：SBS《離婚律師戀愛中》飾演 南繼鎮（特別出演）
- 2015年：SBS《六龍飛天》飾演 洪大弘
- 2016年：SBS《Puck》飾演 任莞勇
- 2016年：SBS《Mrs. Cop 2》飾演 裴大勳
- 2016年：SBS《Doctors》飾演 受傷大哥的小弟（特別出演）
- 2016年：KBS《雲畫的月光》飾演 張內官
- 2017年：OCN《Voice》飾演 性買賣業所經理人（特別出演）
- 2017年：MBC《逆賊：偷百姓的盜賊》飾演 龍介
- 2017年：KBS《爸爸好奇怪》飾演 羅英植
- 2017年：JTBC《Man to Man》飾演 李赫準
- 2017年：KBS《Drama Special－如果我們是季節》飾演 李赫準
- 2017年：KBS《Mad Dog》飾演 趙韓宇
- 2018年：JTBC《Misty》飾演 鄭其燦
- 2018年：KBS《不良家庭》
- 2018年：tvN《百日的郎君》飾演 衙役
- 2018年：MBC《壞爸爸》飾演 金必斗
- 2019年：tvN《觸及真心》飾演 連俊錫
- 2019年：KBS《監獄醫生》飾演 高英哲
- 2019年：JTBC《風在吹》飾演 崔恆瑞
- 2019年：OCN《所有人的謊言》飾演 劉大容
- 2019年：SBS《Stove League》飾演 球探組組長 高世赫
- 2019年：tvN《抓住幽靈》飾演 孔班長

#### 2020年代
- 2020年：JTBC《梨泰院Class》飾演 朴俊基（特別出演）
- 2020年：JTBS《雙甲路邊攤》飾演 閻部長
- 2020年：MBC《Cinematic Drama SF8》飾演 班長
- 2020年：MBN《我的危險妻子》飾演 徐智泰
- 2020年：tvN《產後調理院》飾演 楊俊碩（特別出演）
- 2021年：tvN《我的室友是九尾狐》飾演 吳尚哲教授（特別出演）
- 2021年：MBN《綁匪－盜取命運》飾演 春培
- 2021年：MBC《黑色太陽》飾演 朴修容
- 2021年：SBS《Racket少年團》飾演 劉班長
- 2021年：tvN《Happiness》飾演 金正國
- 2022年：ENA《Good Job》飾演 洪室長
- 2023年：Disney+《原來這就是愛啊》飾演 姜南日
- 2023年：SBS《花書生熱愛史》飾演 盧勝吉
- 2023年：MBC《朝鮮律師》飾演 張大房（特別出演）
- 2023年：ENA《白晝之月》飾演 高慶世
- 2023年：MBC《烈女朴氏契約結婚傳》飾演 黃明秀
- 2024年：tvN《Player 2》 飾演 黄仁植

### 電影

#### 2000年代
- 1991年：《母亲，您的儿子》（어머니, 당신의 아들）
- 2000年：《不朽的名作》饰演 电影公司职员
- 2002年：《周潤發與蝸牛女》
- 2008年：《君在遠方》饰演 分手的士兵3
- 2008年：《急速醜聞》饰演 摄影师

#### 2010年代
- 2010年：《美麗的聲音》饰演 急诊科医生
- 2010年：《奶奶強盜團》饰演 工业公司老板
- 2010年：《秘密爱》饰演 陌生的男人
- 2010年：《我的流氓愛人》饰演 最后的面试官
- 2010年：《解决士》饰演 监视班要员
- 2010年：《黃海》
- 2010年：短片《迎红叶团结大会》（단풍맞이 단합대회）
- 2011年：《我爱你》飾演 照相館攝影師
- 2011年：《动物城》饰演 吴圣哲
- 2011年：《陽光姐妹淘》饰演 私人侦探社社长
- 2011年：《独舞城》饰演 李准赫
- 2011年：短片《一个人待着》（혼자 있다）饰演 东秀的父亲
- 2012年：《愛情小說》饰演 郑教授
- 2012年：《光海，成為王的男人》饰演 县监
- 2012年：《占卜師們》饰演 杀手
- 2012年：《狼少年：不朽的愛》饰演 警察
- 2012年：短片《一个人待着2》（혼자 있다 2）饰演 绑架犯
- 2013年：《南方大作战》饰演 打架的老师
- 2013年：《接觸感應》饰演 阳秀
- 2013年：《全國歌唱比賽》饰演 具仁南
- 2013年：《蒙太奇》饰演 申组长
- 2013年：《虎尾蘭之夢》饰演 尚弼
- 2013年：《捉迷藏》飾演 尚滿
- 2013年：《勾当》饰演 东赫的朋友（特别出演）
- 2013年：《華頤：吞噬怪物的孩子》饰演 再开发园区警察
- 2013年：《顶级明星》饰演 相哲
- 2013年：《重量》饰演 大象人
- 2013年：《两个心脏》饰演 朴警官
- 2013年：《朋友2》饰演 小气鬼
- 2013年：《黄豆芽》（콩나물）饰演 金代理
- 2013年：短片《射击明星》（슈팅스타）
- 2014年：《危險的傳聞》饰演 南秀
- 2014年：《保护者》饰演 振洙
- 2014年：《老千：神之手》饰演 彭吉
- 2014年：《慢放镜头》饰演 裴组长
- 2014年：《我的独裁者》饰演 基哲
- 2014年：《浪漫四季》
- 2014年：短片《银铃》（실버벨）饰演 李警官
- 2015年：《朝我的心臟開槍》饰演 街头演奏家
- 2015年：《長壽商會》饰演 吴福成
- 2015年：《危險的相見禮2》饰演 快递男子的同事（友情出演）
- 2015年：《惡意編年史》饰演 李明千
- 2015年：《极秘搜查》饰演 梅锡焕
- 2015年：《誠實國度的愛麗絲》饰演 亨锡
- 2015年：《Miss Wife》饰演 崔科长
- 2015年：《正義代言人》饰演 吉东
- 2015年：《致命第六感》饰演 明奎
- 2016年：《不要忘記我》饰演 申铉镐
- 2016年：《想念哥哥》饰演 赵上士
- 2016年：《偵探洪吉童：消失的村莊》饰演 福德房老板
- 2016年：《鳳伊 金先達》饰演 销赃人
- 2016年：《孤獨的假期》饰演 荣灿
- 2016年：《屠夫小姐》饰演 崔重基
- 2017年：《清醒夢》饰演 朱老根（友情出演）
- 2017年：《菜鳥警校生》飾演 警察大學導師（特別出演）
- 2017年：《萇山虎》饰演 中年男子
- 2017年：《救世主回來了》饰演 高利贷社长
- 2018年：《牺牲复活者》饰演 姐夫
- 2018年：《金色梦乡》饰演 整形医生（友情出演）
- 2018年：《現在，很想見你》饰演 崔讲师
- 2018年：《媽媽的筆記本》饰演 正浩（特别出演）
- 2018年：《與神同行：最終審判》饰演 审判官
- 2019年：《我裡面的那傢伙》飾演 萬哲
- 2019年：《你的名字叫薔薇》饰演 吴班长
- 2019年：《萌犬流浪记》饰演 猎人配音
- 2019年：《證人》飾演 允在（特別出演）
- 2019年：《怎麼就，結婚了》飾演 婚紗攝影師

#### 2020年代
- 2020年：《大畫特務》飾演 圭萬
- 2020年：《盗墓同盟》饰演 古董店社长
- 2021年：《今天決定我愛你》饰演 安教练
- 2022年：《闲山：龙的出现》饰演 黄朴
- 2022年：《6/45》饰演 大队长
- 2022年：《歸鄉》饰演 弼成
- 2022年：《誕生》饰演 刑曹判官
- 2023年：《Count》饰演 吴记者
- 2023年：《魯蛇大翻身》飾演 李老師
- 2023年：《少女作家入门期》饰演 新婚丈夫
- 2023年：《甜蜜蜜：7510》饰演 東宇
- 2024年：《殺手們》飾演 鬍鬚
- 待定：《错配》

### 綜藝節目
- 2016年12月5日—2017年1月30日：SBS《Scene Stealer—戲劇戰爭》

## 獎項
- 2016年：KBS演技大獎—男子配角獎《雲畫的月光》

## 外部連結
- 李準赫的Instagram帳戶
- 李準赫在NAVER上的资料
- 李準赫在韩国电影数据库（KMDb）上的資料（韓語）
- 李準赫在互联网电影资料库（IMDb）上的資料（英文）
- 李準赫在HanCinema的頁面（英文）